# Milliardaire malgré lui
Pour les articles homonymes, voir Milliardaire (homonymie).
Pour plus de détails, voir Fiche technique et Distribution.
Milliardaire malgré lui (titre original : It Could Happen to You) est un film américain réalisé par Andrew Bergman, sorti en 1994.

## Synopsis
Charlie (Nicolas Cage) est un flic new-yorkais honnête et consciencieux. Un jour, alors qu'il prend un café dans un restaurant, il réalise qu'il n'a pas assez de monnaie pour donner un pourboire à la serveuse (Bridget Fonda). Il lui promet alors de partager avec elle ses gains à la loterie si son ticket s'avérait gagnant. Le lendemain, il revient et annonce à la serveuse qu'ils ont gagné quatre millions de dollars et lui propose la moitié des gains.

## Fiche technique
- Titre français : Milliardaire malgré lui
- Titre original : It Could Happen to You
- Réalisation : Andrew Bergman
- Scénario : Jane Anderson
- Photographie : Caleb Deschanel
- Montage : Barry Malkin
- Musique : Carter Burwell
- Producteur : Mike Lobell
- Société de production et de distribution : TriStar Pictures
- Pays d'origine :  États-Unis
- Langue : Anglais
- Format : Couleur - Dolby - SDDS - 35 mm - 1.85:1
- Genre : Comédie dramatique, Romance
- Durée : 102 min
- Dates de sortie :
  -  États-Unis : 29 juillet 1994
  -  France : 30 novembre 1994

## Distribution
- Nicolas Cage (VF : Emmanuel Jacomy) : Charlie Lang
- Bridget Fonda (VF : Martine Irzenski ; VQ : Anne Bédard) : Yvonne Biasi
- Rosie Perez (VF : Kelvine Dumour) : Muriel Lang
- Wendell Pierce (VF : Jacques Martial) : Bo Williams
- Isaac Hayes (VF : Med Hondo) : Angel Dupree
- Seymour Cassel (VF : Jacques Ebner) : Jack Gross
- Stanley Tucci (VF : Pierre-François Pistorio) : Eddie Biasi
- Red Buttons (VF : Roger Crouzet) : Walter Zakuto
- Richard Jenkins (VF : Sady Rebbot) : C. Vernon Hale
- Ann Dowd : Carol
- J.E. Freeman : Sal Bontempo
- Víctor Rojas : Jesu
- Robert Dorfman : Walter
- Charles Busch : Timothy
- Kay Tong Lim : Sun
- Ginny Yang : Mme Sun
- Merwin Goldsmith (VF : Roger Dumas) : Le juge traitant des faillites
- Ranjit Chowdhry (VF : Guy Chapellier) : M. Patel
- Emily Deschanel : Manifestant avec le pot de peinture

## À noter
- Le film est inspiré d'une histoire vraie : le 30 mars 1984, Robert Cunningham, un inspecteur de police new-yorkais âgé de 30 ans, se rend comme d'habitude dans une pizzeria où, sur le ton de la plaisanterie, il propose à sa serveuse préférée, Phyllis Penzo, de partager avec elle un ticket de loterie. Chacun choisit 3 numéros, puis Cunningham part acheter le ticket. Le soir suivant, il revient en tenant triomphalement en main le ticket gagnant : 6 millions de dollars, qu'il partagea comme convenu avec la serveuse[1].
- Le film Bonne Chance de Sacha Guitry traite un sujet semblable ; le partage d'un billet de loterie.
- La caserne de pompiers aperçue lors de la séquence finale est également celle qui sert de quartier général aux chasseurs de fantômes dans le film SOS Fantômes.